# Edmund Thormählen
Edmund Gustaf Thormählen (ur. 21 lipca 1865 w Göteborgu, zm. 13 listopada 1946 w Kungsbacka) – szwedzki żeglarz, olimpijczyk, zdobywca srebrnego medalu w regatach na Letnich Igrzyskach Olimpijskich w 1908 roku w Londynie.
Na Letnich Igrzyskach Olimpijskich 1908 zdobył srebro w żeglarskiej klasie 8 metrów. Załogę jachtu Vinga tworzyli również Carl Hellström, Harald Wallin, Eric Sandberg i Erik Wallerius.